# Дилатон
В теоретической физике дилатон обычно относят к теоретическому скалярному полю — так, как фотон относится к электромагнитному полю. Так дилатон, также известный, как радион или гравискаляр, относится к скалярному полю, которое появляется в теории Калуцы-Клейна как компонента {\displaystyle g_{55}} метрического тензора, где «5» — дополнительное круговое направление, и эта компонента подчиняется неоднородному волновому уравнению, обобщающему уравнение Клейна-Гордона, с очень сильным электромагнитным полем в качестве источника:
{\displaystyle \Box \phi =-{\frac {\kappa ^{2}\phi ^{3}}{4}}F_{\alpha \beta }F^{\alpha \beta }}
Также в теории струн дилатон — частица скалярного поля {\displaystyle \phi } — скалярное поле, которое логически следует из уравнения Клейна-Гордона и всегда появляется вместе с гравитацией. Хотя теория струн, естественно, объединена с теорией Калуцы-Клейна, пертурбативные теории, такие, как струнные теории типа I, типа II и гетеротические струнные теории, уже включают дилатон в максимальном количестве из 10 измерений. (С другой стороны, 11-мерная M-теория не включает дилатон в свой спектр, если не происходит компактификация.)
Экспонента его конденсата определяет константу связи {\displaystyle g}
{\displaystyle g=\exp(\langle \phi \rangle )}
Следовательно, константа связи является динамической переменной в теории струн в отличие от случая квантовой теории поля, где она является константой. Пока суперсимметрия не нарушена, такие скалярные поля могут принимать произвольные значения (они — модули). Однако нарушение суперсимметрии придает потенциальную энергию скалярным полям, и скалярные поля локализуются возле минимума, местоположение которого, в принципе, можно вычислить в рамках теории струн.